# Puig-arnau (Odèn)
Puig-arnau és una masia de Canalda (municipi d'Odèn a la comarca catalana del Solsonès). Està situada a 1.345 m, al vessant meridional de la serra del Port del Comte, a la capçalera de la Serra de Puig-arnau, entre la Rasa de Coll de Jou, a llevant, i el Torrent de la Perdiu, a ponent, sota mateix de la carretera L-401 de Coll de Nargó a Sant Llorenç. S'hi accedeix des de dita carretera, al km 39,5. A prop hi passa el GR-1. La masia ha estat restaurada completament i convertida, junt amb Cal Pubilló, en un complex de turisme rural